# Stefano Lilipaly
Stefano Lilipaly, född 10 januari 1990, är en indonesisk fotbollsspelare som spelar för Bali United.
Stefano Lilipaly representerar det indonesiska landslaget.